# Space Quest I

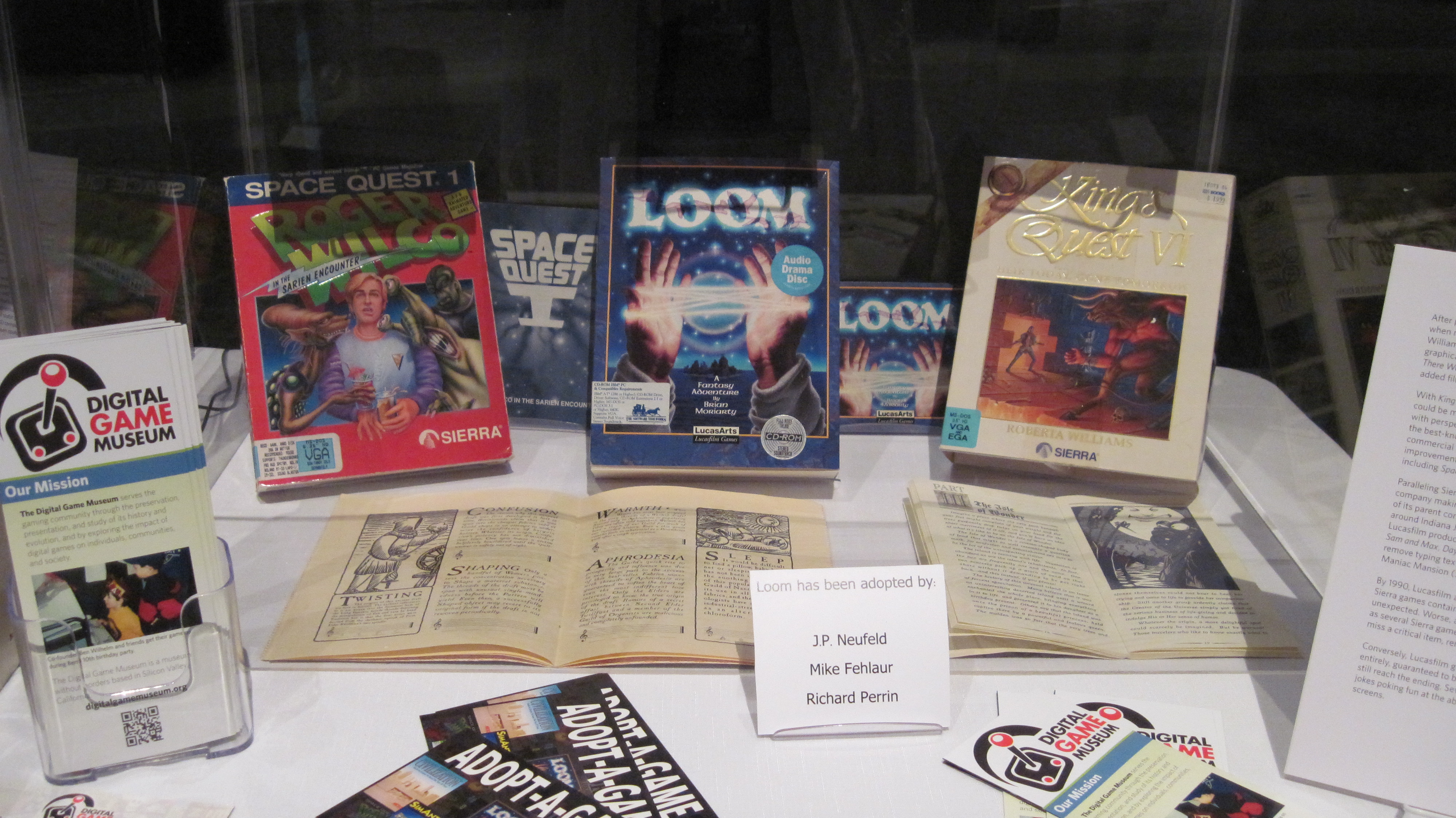
Remake Space Quest I z roku 1991 (v červené krabici) vedle her Loom a King's Quest VI

Space Quest I, plným názvem Space Quest: Chapter I – The Sarien Encounter je počítačová hra z roku 1986 vyvinutá a vydaná americkou společností Sierra On-Line. Jedná se o sci-fi adventuru s prvky humoru a parodie vytvořenou autorskou dvojicí Scott Murphy a Mark Crowe, která si říkala „dva chlápci z Andromedy“, a zároveň o první díl série Space Quest.
Hra vytvořená na herním enginu Sierry Adventure Game Interpreter (AGI) využívala při interakci s hráčem textové rozhraní a disponovala EGA grafikou. V roce 1991 vyšel remake vytvořený v modernějším enginu Sierra Creative Interpreter (SCI) a pojmenovaný Space Quest I: Roger Wilco in the Sarien Encounter ve VGA grafice s point-and-click ovládáním, charakteristickým v žánru adventur.

## Příběh
SQ1 předkládá dobrodružství vesmírného uklízeče a smolaře jménem Roger Wilco z planety Xenon cestujícího na výzkumné kosmické lodi Arcada, která má na palubě „hvězdný generátor“. Toto vědecké zařízení dokáže znovu „nastartovat“ vyhasínající hvězdy, což je potřeba aplikovat v galaxii Earnon.
Roger, jehož pracovní morálka není nikterak vzorná, se zašívá v kumbále. Když z něj vyjde, zjistí, že loď byla přepadena rasou Sarienů a celá posádka povražděna. Hvězdný generátor je fuč a Roger má navíc jen 15 minut času na opuštění Arcady, než exploduje. Zlotřilí Sarieni nechtějí generátor využít k mírovým účelům, ale jako zbraň k ničení hvězd. První vesmírná mise začíná.
Ve hře jsou celkem 4 lokace. V první je třeba s pomocí únikového modulu opustit Arcadu. S ním Roger havaruje na pouštní planetě Kerona, kde se musí dostat do městečka Ulence Flats a odtud kosmickým plavidlem na Deltaur, vesmírný křižník Sarienů, kde nastane zakončení příběhu.